# Sykoriusz Probus
Sykoriusz Probus – postać z powieści Teodora Parnickiego Twarz księżyca, syn architekta Sykoriusza Pompejusza.

## Curriculum vitae
Sykoriusz Probus przyszedł na świat w raczej dramatycznych okolicznościach. W uznaniu zasług jego ojca, Sykoriusza Pompejusza, cesarz Probus zaręczył go ze swą pasierbicą, Probą. Wkrótce potem jednak zginął (latem 282) i żołnierze okryli purpurą Marka Karusa. Pompejusz spodziewając się śmierci, zgwałcił swą narzeczoną i poślubił, po czym wraz żoną oddał się w ręce cesarza. Karus jednak nie miał zamiaru ich zabijać i tak na wiosnę 283 roku przyszedł na świat Sykoriusz Probus.
Bardzo wcześniej, bo już w 287 roku zwrócił na siebie uwagę Dioklecjana. W cztery lata później został agentem do spraw podsłuchu, potem do zadań cesarskich. W 299 roku został wysłany przez Dioklecjana do Persji dla zawarcia pokoju z pokonanym przeciwnikiem. Potem został Przyjacielem (Amicus) cesarskim, Towarzyszem (Socius), wreszcie Prefektem Pretorium.

## Wielkie plany
Ojciec marzył, że syn przejmie po nim fach architekta, chłopiec jednak wysilał swą wyobraźnię w innym kierunku: tropił najpierw tajemnicę śmierci cesarzy Karusa i Numeriana, potem przyczyny, dla której majątek Mitroanii nie uległ konfiskacie po straceniu jej męża, buntownika Anulina. Odkrywszy, że znalazła możnego protektora w osobie nadzorcy skarbu cesarskiego, chrześcijanina, Euecjusza Georgiusza i olśniwszy Mitroanię tym odkryciem, nakłonił ją do ufundowania w Nikomedii świątyni ku czci Jowisza i donacji, która wybawiła z kłopotów jego ojca, próbującego zaradzić brakowi żywności dla swych robotników metodami administracyjno-wojskowymi.

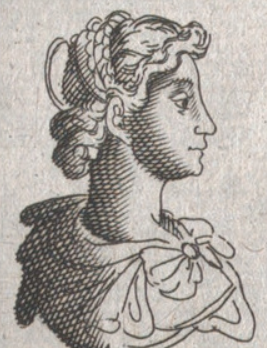
Minerwina

Od tego czasu dziesięcioletni chłopiec i siedemdziesięcioletnia kobieta podjęli współdziałanie mające na celu wydanie prawnuczki Mitroanii, Minerwiny za syna cesarza Konstancjusza, Konstantyna. Ostatecznie nie udało im się i Konstantyn ich pokonał, bo współdziałali połowicznie. Przyczyną tego było błędne podejście do pojęcia wolności, Mitroania obejmowała nim za mało, Probus za wiele. Ona miała za wolność uwolnienie od wszelkich zobowiązań, on uważał, że wolność ma sens tylko w złotym wieku ludzkości, w żelaznym trzeba ją zastąpić przymusem. Probus, który zdobył wpływ na Konstantyna, zaczął budzić w nim żądze cielesne, czytając mu sprośne książki, stwarzając możliwość podglądania kąpiących się kobiet, by go wyleczyć z dziedzicznej choroby – wiary w ludzką wolność w wieku żelaznym. Dążył do związania Konstantyna z dziedziczką królewskiej krwi Swijaszydów i Arsacydów, by w ten sposób oddać władzę nad cesarstwem domowi królewskiemu skłaniającemu się ku chrześcijaństwu. Jego zdaniem bowiem w imieniu Chrystusa łatwiej, niż w imieniu Jowisza, było wprowadzić przymus, a bez niego było niemożliwym uratowanie cesarstwa. W tym celu próbował wciągnąć do spisku przywódcę chrześcijan Euecjusza Georgiusza i głowę przyszłego rodu królewskiego Konstancjusza. Obaj jednak okazali się odporni na pokusę. Pierwszy ze względu na swe przekonania religijne nie widział możliwości pogodzenia przymusu z oddawaniem tego co boskie Bogu. Drugi – zdobył na zachodzie cesarstwa doświadczenie, że do uzdrowienia stanu finansów państwa wystarczy powstrzymanie korupcji i grabieżczych najazdów barbarzyńców.
Kiedy ogłoszono zaręczyny Konstantyna z córką cesarza Maksymiana, Faustą, posłużył się Minerwiną do dalszego rozbudzenia pożądliwości Konstantyna i ostatecznie przy poparciu stronnictwa Euecjusza doprowadził do zawarcia legalnego konkubinatu pomiędzy Minerwiną a Konstantynem. Jednocześnie wskutek nieostrożności Mitroanii, był zmuszony odstąpić swych chrześcijańskich sojuszników, by nie dopuścić do przejścia Minerwiny do wrogiego obozu Galeriusza i Maksymina Dai. Przyzwalając na prześladowanie chrześcijan, był zdania, że nie spełni się sen jego przeciwników o państwie rzymskim bez wyznawców Chrystusa, i że poleje się znacznie mniej krwi, niż potem będą twierdzić prześladowani. Uważał, że chrześcijanie, którzy wyprzedzili innych ludzi pod względem rozwoju, będą mogli, ograniczywszy, po ustaniu prześladowań, swe oczekiwania, nie tylko wzywać, ale i zmuszać pogan do oddawania czci Chrystusowi.
Opuścił Nikomedię przed rozpoczęciem prześladowań, pod koniec 302 lub na początku 303 roku i udał się pod Salonę, gdzie jego ojciec wznosił pałac dla przygotowującego się do zrzeczenia się władzy Dioklecjana. Po 307 roku, gdy Konstantyn porzucił swą konkubinę i poślubił Faustę, zszedł się z Minerwiną.

## O postaci
Z danych historycznych wynika, że Sykoriusz Probus był sekretarzem cesarskim, który z ramienia Dioklecjana negocjował warunki pokoju z Persją po zwycięskiej wojnie w 299 roku. Był za panowania tego cesarza prefektem pretorium i mężem Minerwiny, konkubiny Konstantyna Wielkiego.
Powieściowy Sykoriusz należy do grupy bohaterów drugiego planu, kpiących z narracyjnych usiłowań Mitroanii, zmierzających do ukazania skazanego na wielkość rodu Ragonidów. Sykoriusz Probus najbardziej przenikliwy i sceptyczny bohater powieści, nie wątpi jednak w inteligencję babki. Jego podziw dla manipulacji fabularnych Mitroanii opiera się na skuteczności jej narracji, wyrażającej się w świadomości, że przeszłość jest tym, co zostało opowiedziane, a jej weryfikacja może nadejść tylko z przyszłości. Sykoriusz nie domaga się zgodności opowiadania z rzeczywistością, nie domaga się dowodów. Mitroania jest dla niego tym kim przedstawia siebie w swych opowiadaniach. Jednego tylko wymaga: jeśli na przykład ktoś, będąc naprawdę Lucjuszem, chce, by go świat miał za Publiusza, może sobie owszem, za Publiusza uchodzić, pod warunkiem przecież, by stać było Lucjusza na zachowanie się w sposób, w jaki Publiusz byłby się zachowywał.
Sykoriusz Probus potrafi ujmować sprawy w ich ciągłej zmienności i wzajemnej zależności. Odtwarzając w pamięci wypowiedzi poszczególnych osób i porządkując je, potrafi wyciągać praktyczne wnioski. Pojmuje rzeczywistość swej podległości biegowi czasu i kieruje swym postępowaniem kierując się logiką czasu. Przekonany, że żyje w wieku żelaznym, uważa, że zło i dobro są obecnie czym innym niż były w wiekach złotym i srebrnym. Nie oświetla go bowiem światło słoneczne lecz przebijający się przez mgły blask księżyca. Jest tym, który poszukuje odpowiedzi na rozmaite pytania, między innymi na pytanie, będące wielką metaforą, jak osadzić okrągłą podstawę kopuły na kwadracie. W sporze o wolność opowiada się za stoicką koncepcją zrównania wolności z przymusem, która dla pozostałych uczestników sporu Euecjusza i Mitroanii jest złudzeniem dziecka, które próbuje dostać z wody twarz księżyca. 